# Liste de ravageurs des denrées stockées

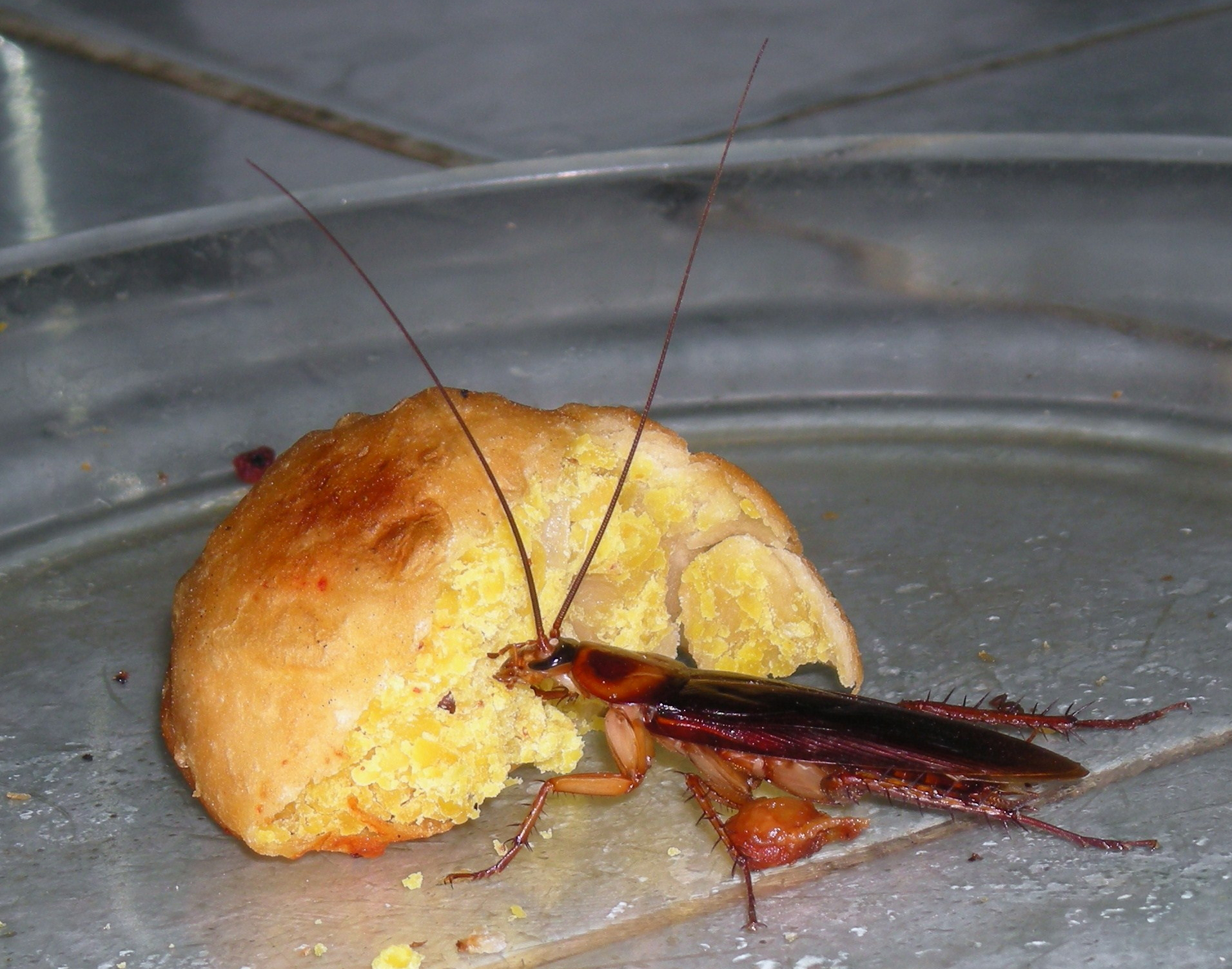
Periplaneta americana

Les ravageurs des denrées stockées sont des organismes animaux qui se nourrissent aux dépens de denrées alimentaires entreposées ou stockées dans les entreprises, les exploitations agricoles ou les maisons. Ces ravageurs appartiennent à différents ordres systématiques : mammifères, oiseaux, arthropodes (insectes, arachnides).

## Mammifères
- Apodemus sylvaticus (mulot sylvestre)
- Mus musculus (souris domestique)
- Rattus norvegicus (rat brun ou surmulot)
- Rattus rattus (rat noir)[1]

## Insectes

### Coléoptères
- Acanthoscelides obtectus (bruche du haricot)
- Ahasverus advena (cucujide des grains)
- Alphitobius laevigatus (ténébrion des champignons)
- Alphitobius diaperinus (petit Ténébrion mat)
- Araecerus fasciculatus (bruche des grains de café)
- Attagenus spp.
- Attagenus unicolor (attagène des tapis)
- Bruchidius spp.
- Callosobruchus spp. (bruches)
- Callosobruchus chinensis (bruche chinoise)
- Callosobruchus maculatus (bruche du niébé, bruche à quatre taches)
- Carpophilus spp.
- Carpophilus hemipterus (nitidulide des fruits)
- Carpophilus dimidiatus (nitidulide des grains)
- Cathartus quadricollis (cucujide brun des céréales)
- Cartodere constricta
- Caryedon serratus (bruche de l'arachide)[2]
- Corticaria spp.
- Cryptolestes ferrugineus (cucujide roux)
- Cryptolestes pusillus (cucujide plat)
- Cryptolestes turcicus (cucujide longicorne)
- Dermestes spp.
- Dermestes lardarius (dermeste du lard)
- Dinoderus spp.
- Dinoderus bifoveolatus
- Dinoderus minutus (bostryche des bambous)
- Gibbium spp.
- Lasioderma serricorne (vrillette du tabac)
- Lathridius spp.
- Lathridius minutus
- Mycetophagus quadriguttatus (mycétophage à quatre taches)
- Oryzaephilus surinamensis (cucujide dentelé des grains)
- Oryzaephilus surinamensis (sylvain denté des arachides)
- Palorus ratzeburgii  (ténébrion de Ratzeburg)
- Prostephanus truncatus (grand capucin du maïs)[3]
- Ptinus spp.
- Ptinus fur (ptine bigarré)
- Ptinus villiger (ptine velu)
- Rhizopertha dominica (capucin des grains)
- Sitophilus granarius (charançon du blé)
- Sitophilus oryzae (charançon du riz)
- Sitophilus zeamais (charançon du maïs)
- Specularius spp.
- Stegobium paniceum  (stégobie des pharmacies)
- Tenebrio molitor  (ténébrion meunier)
- Tenebrio obscurus  (ténébrion obscur)
- Tenebroides mauritanicus (cadelle)
- Tribolium castaneum (tribolium rouge de la farine
- Tribolium confusum (tribolium brun de la farine, tribolium américain de la farine)
- Trigonogenius spp.
- Trogoderma glabrum (trogoderme glabre)
- Trogoderma granarium (dermeste du grain)
- Trogoderma inclusum (trogoderme des denrées)
- Trogoderma ornatum (trogoderme orné)
- Trogoderma variabile (trogoderme des entrepôts)
- Typhaea stercorea (mycétophage des céréales)
- Zabrotes subfasciatus (bruche brésilienne)

### Lépidoptères
- Cadra cautella (= Ephestia cautella) (pyrale des amandes ou teigne des entrepôts)[4]
- Corcyra cephalonica (pyrale du riz ou teigne du riz)
- Endrosis sarcitrella (œcophore à épaulettes, teigne de la colle)
- Ephestia elutella (pyrale du tabac ou teigne du cacao)
- Ephestia kuehniella (pyrale méditerranéenne de la farine)
- Hofmannophila pseudospretella (teigne des semences)
- Nemapogon granella (fausse teigne des grains)
- Plodia interpunctella (pyrale des fruits secs, pyrale indienne de la farine)
- Pyralis farinalis (pyrale de la farine)
- Sitotroga cerealella (alucite des céréales)

### Psocoptères
- Liposcelis spp.
- Liposcelis bostrychophila

## Arachnides
- Acarus siro (ciron ou tyroglyphe de la farine)